# 가케이
가케이(嘉慶, かけい/かきょう)는 일본 남북조 시대의 연호(元号) 중 하나이다. 북조에서 사용되었다.
- 전후 : 시토쿠(至徳) 이후 - 고오(康応) 이전.
- 시기 : 1387년~1388년
- 천황
  - 북조 : 고코마쓰 천황
  - 남조 : 고카메야마 천황
- 쇼군 : 무로마치 막부의 아시카가 요시미쓰

## 개원
- 시토쿠 4년 8월 23일(율리우스력 1387년 10월 5일), 개원(改元).
- 가쿄 3년 2월 9일(율리우스력 1389년 3월 7일), 고오로 개원된다.

## 출전
《모시정의》(毛詩正義)의 “将有嘉慶、禎祥先来見也”

## 가쿄 시기에 일어난 일
- 2년
  - 7월 : 규슈 단다이・이마가와 사다요가 규슈에서 왜구에게 유괴된 포로들을 되찾다.
  - 9월 : 쇼군・아시카가 요시미쓰가 후지 산으로 유람을 가다.

### 죽음
- 2년
  - 기도 슈신 (향년 64세)
  - 슌노쿠묘하 (향년 77세)
  - 니조 요시모토 (향년 69세)

## 서력과의 대조표
| 가쿄 | 원년     | 2년      | 3년      |
| ---- | -------- | -------- | -------- |
| 서력 | 1387년   | 1388년   | 1389년   |
| 남조 | 겐추 4년 | 겐추 5년 | 겐추 6년 |
| 간지 | 정묘     | 무진     | 기사     |

## 같이 보기
- 일본의 연호 일람
- 가경(嘉慶) : 청나라의 연호(1796년 ~ 1820년).

| 이전 시토쿠 | 일본 북조의 연호 1387년 ~ 1389년 | 다음 고오 |